# Preptothauma oxydiata
Preptothauma oxydiata är en fjärilsart som beskrevs av Max Wilhelm Karl Draudt 1931. Preptothauma oxydiata ingår i släktet Preptothauma och familjen Eupterotidae. Inga underarter finns listade i Catalogue of Life.